# 堀田正仲
堀田 正仲（ほった まさなか）は、江戸時代前期の譜代大名。下総国古河藩2代藩主、出羽国山形藩主を経て、陸奥国福島藩初代藩主。官位は従四位下・下総守。正俊系堀田家2代。

## 生涯
寛文2年（1662年）、当時は上野国安中藩主で老中であった堀田正俊の長男として誕生。貞享元年（1684年）8月、父が稲葉正休に暗殺されると、大久保忠朝や阿部正武らと協力して正休を討った。同年10月、家督を継ぐ。このとき、双子の弟の正虎に2万石（下野国大宮藩）を分与し、正高に1万石（下野佐野藩）を分与したため、自らの所領は10万石となった。
貞享2年（1685年）6月、出羽山形に移封される。貞享3年（1686年）7月には陸奥福島に移封された。しかし、これらの移封は父が暗殺されたために行われた処罰的な移封であり、しかも福島藩は悪地が多く実高が低かったため、藩財政が窮乏した。このため、正仲は家臣団の解雇を始め、年貢や運上金を厳しく取り立てる重税の措置を執った。さらに、領民に対して特産物である絹織物に絹役、飯坂温泉を始めとする領内の各温泉に湯投銭を課すなど、様々な重税を強いて領民を苦しめた。しかし5代将軍・徳川綱吉からは寵愛され、「頗る功あり」とまで賞された。
元禄7年（1694年）7月6日に死去した。享年33。跡を双子の弟・正虎が養子となって継いだ。

## 系譜
- 父：堀田正俊（1634-1684）
- 母：稲葉正則の娘
- 正室：松 - 池田綱政の娘
- 生母不詳の子女
  - 男子：堀田正徳
- 養子
  - 男子：堀田正虎 - 実弟